# 윤두서 자화상
윤두서 자화상(尹斗緖 自畵像)은 조선의 화가 윤두서가 그린 자화상이다. 대한민국의 국보 제240호로 지정되어 있다.
날카로운 관찰력과 뛰어난 묘사력을 보여주는 이 그림은 안면의 붓질이 많이 몰리는 곳에서 어두운 분위기가 형성되어 보는 이로 하여금 양감을 느끼게 한다. 가는 선으로 처리된 수염은 안면을 보다 부각해서 예리하게 응시하듯 그려진 눈동자와 함께 강한 힘과 생기를 느끼게 하며, 거짓 없는 외모와 그의 정신세계를 솔직하게 드러낸 작품으로 동양인의 자화상으로는 최고라는 평가를 받고 있다. 본디 상반신상이나 목탄으로 그린 도포 부분은 퇴색되어 잘 보이지 않는다.
자화상을 그린 윤두서는 호가 공재이며 윤선도의 증손자이고, 정약용의 외증조이다.
이 자화상은 1710년에 그려졌으며, 그림의 크기는 20.5 x 38.5cm이다.

## 같이 보기
- 윤두서
- 정약용
- 윤선도

## 참고 자료
- 윤두서 자화상 - 국가유산청 국가유산포털